# Canopla

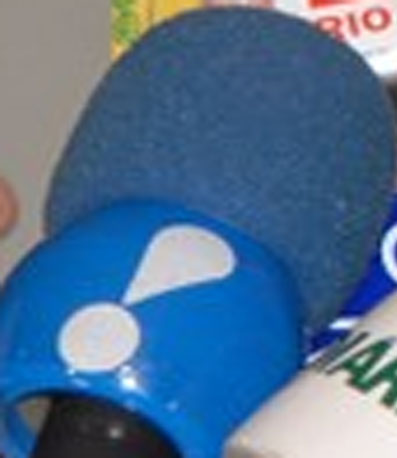
Canopla da RedeTV!

Canopla (Microphone flag, em inglês) é a peça que contém o logotipo de uma emissora, e que envolve o microfone. Geralmente, a peça é feita em resina, podendo ser confeccionada em outros materiais.

## Origem
As origens das canoplas remetem à década de 1950, na qual rádios nos Estados Unidos começaram a utilizar pesadas peças de metal. Em sites de vendas da internet, como o eBay, é possível encontrar para comprar canoplas antigas, como da KCMK Radio. Porém, é possível comprar também canoplas em que é possível inserir o logotipo de papel. Além disso, ainda é possível comprar canoplas de emissoras reais, como ESPN e ABC, mas tudo isso no eBay.

## Canoplas no Brasil
No Brasil, as canoplas começaram a ser produzidas nos anos 1960 e continua sendo fornecedora exclusiva da Rede Globo e suas afiliadas. Atualmente as emissoras de televisão utilizam diferentes tipos de microfones e canoplas, porém, a tradicional é a de resina, sem espuma. Veja, abaixo, o nome das emissoras, o tipo de canopla que elas usam e o que está impresso nelas:

### Emissoras de televisão
- A TV Globo, com suas emissoras próprias e afiliadas, usam uma canopla cúbica de cor branca. Ela pode ter dois logotipos da Globo em faces opostas, alternados com o logotipo do G1 e uma da GloboNews[1] (TV Globo RJ, SP, DF, MG, PE e Globo Internacional), o logotipo Globo e o logotipo da afiliada,[2] ou o logotipo Globo e o logotipo do SporTV e do ge.[3]
- A Record, com suas emissoras prórias e afiliadas, no final de 2023 eles começaram a usar uma espuma azul como parte da atualização da nova logomarca da emissora[4]. Ela pode ter um logotipo da Record na cor branca, alternados com o logotipo do R7 e o logotipo da afiliada.[5] Em alguns casos, a emissora pode-se ter a espuma com o logotipo da afiliada e o logotipo da Record, por não possuir a espuma padronizada. Em maio de 2020, a Record Europa, filial da Record em Lisboa, passou a utilizar uma espuma personalizada com as mesmas cores da canopla brasileira, cinza e com o logotipo da emissora em preto.[6]
- A Record News usa uma canopla quadrangular na cor azul, e ás vezes em dois logotipo da Record News, e dois logotipos das afiliadas.[7]
- O SBT utiliza uma canopla com quatro faces redondas, na cor cinza-escuro, com as letras S, B e T em alto-relevo. Na maioria das vezes, há dois logotipos do SBT e dois da afiliada, mas pode acontecer de haver quatro logotipos do SBT.
- A Rede Bandeirantes utiliza, em seus microfones, uma canopla azul-escuro, em forma de paralelepípedo achatado no centro (como a canopla verde-e-branca usada no início dos Anos 2000), com quatro logotipos da Band em alto-relevo. As afiliadas da emissora usam uma canopla padronizada, com o logo da emissora e da rede.
- A RedeTV! usa uma canopla em forma de globo, com seu logotipo repetido duas ou três vezes ao longo de seu corpo, na cor branca. É uma das mais extravagantes, por ser azul inclusive em sua espuma. Algumas afiliadas como a TV Brasília usam canopla padronizada, contendo o logotipo da afiliada e da rede.
- A TV Cultura também utiliza uma espuma personalizada na cor verde nos microfones, com o logotipo da emissora em branco. Anteriormente, a emissora usava uma canopla verde com o logotipo da emissora na cor branca. Algumas afiliadas, como a Ulbra TV seguem o padrão da rede, utilizando essa espuma-canopla com a logomarca da afiliada em seus microfones.
- A TV Novo Tempo possui uma canopla cúbica e azul, com os cantos arredondados e o logotipo da emissora na cor branca, em alto relevo.
- A TV Brasil utiliza uma canopla cúbica branca, com o logotipo da emissora. Algumas afiliadas possuem canopla padronizada, contendo o logotipo da afiliada e da rede.
- A Rede CNT usa uma canopla cúbica, branca, com o logotipo da emissora nas quatro faces.

### Emissoras de rádio
- A Rádio Itatiaia marca presença com seu microfone e sua canopla triangular branca, com o logotipo da rádio em preto.
- A Super Rádio Tupi utilizava um microfone com canopla cúbica, na cor branca, e seu logotipo em vermelho. Desde maio de 2018, utiliza a canopla coma espuma vermelha com a logomarca em branco.
- A CBN* utiliza uma canopla em forma de paralelepípedo de fundo vermelho e os dizeres "CBN" em branco.
- A BandNews FM utilizava uma canopla com fundo azul e borda vermelha, com os dizeres "Band" em branco e "News" em azul-claro, possuindo a frequência da afiliada onde é usado o microfone. Atualmente a logomarca fica em uma espuma cinza ou azul com a logomarca, aposentando a canopla.
- A Rádio Bandeirantes utilizava uma canopla cúbica de fundo branco, com as letras RB em vermelho, utilizada em todas as emissoras próprias. Atualmente, a logomarca fica em uma espuma preta ou vermelha e as letras vermelhas ou brancas, aposentando a canopla.
- A Bradesco Esportes FM usou uma canopla de fundo branco com os dizeres "Bradesco Esportes" em vermelho e "FM" em cinza. Nos Jogos Olímpicos Rio 2016, apresentou a espuma em vermelho e a logo em letras brancas em duas faces, e a frequência (91,1 no Rio, 94,1 em SP) na face restante.
- A Rádio Globo* utilizava uma canopla quadrada com o fundo azul com os dizeres "Rádio" em branco e "Globo" em laranja. Durante um breve tempo usou uma canopla oval, com dois lados ilustrando as palavras uma ao lado da outra. Atualmente, usa uma canopla preta, com a logomarca na cor laranja
- A Rádio Gaúcha usa uma canopla em forma de paralelepípedo, com duas faces de cor azul-marinho com letras brancas e duas faces com fundo branco e letras azuis ou uma canopla em forma de paralelepípedo, com duas faces em laranja com letras brancas e duas faces com fundo branco e letras pretas.
- A Rádio Grenal usa uma canopla de forma redonda com fundo preto e os dizeres RÁDIO GRENAL em dourado junto a uma bola de futebol também em dourado e verticalmente a frequência da emissora, 95,9.
- A Jovem Pan utilizava uma canopla muito similar às primeiras canoplas existentes, de metal. Atualmente o logotipo da emissora fica sob a espuma vermelha do microfone, não sendo mais utilizada a famosa canopla metálica. Esta "espuma-canopla" é usada tanto na Jovem Pan FM nos estúdios quanto na JP News em estúdio e reportagens. Recentemente, por ocasião da Copa do Mundo FIFA de 2018, a espuma passou a ser verde e amarela, nas cores do uniforme da Seleção Brasileira de Futebol.
- A Rádio Guaíba utiliza dois tipos de canopla. A primeira é um paralelepípedo verde com a inscrição "RÁDIO GUAÍBA" (em letras maiúsculas) em branco. A segunda é uma canopla triangular igual à da Record, mas com os dizeres Rádio Guaíba, escrito em preto com fundo branco e na ponta da canopla as cores da bandeira gaúcha.
- A Rádio Sulina de Dom Pedrito usa uma canopla verde,com o logotipo da rádio nas quatro faces.
- A cobertura esportiva da Globo/CBN (Futebol Globo no Rádio) usa uma canopla com as logomarcas das rádios.

## Composição
Originalmente a composição da canopla é uma mistura de resinas de poliéster. O encaixe perfeito no microfone dá-se através da personalização da peça, sem necessidade de espumas. A recapagem da canopla, proporciona uma melhor adaptação no vídeo.
Atualmente, a maioria das canoplas é composta de acrílico, já que isso a torna leve, e possibilita a inserção de logotipos muito mais facilmente. E, também, as canoplas têm uma espuma por dentro, para que qualquer tipo de microfone encaixe perfeitamente. Recentemente, estações de rádio passaram a adotar espumas personalizadas, com as logomarcas estampadas, aposentando as tradicionais canoplas.